# Волиця (Фастівський район)
 Вóлиця— село в Україні, у Фастівському районі Київської області. Населення становить 653 осіб. Входить до складу Кожанської селищної громади.

## Історія
У книзі Похилевича згадується як казенне село, у якому проживало 695 осіб (1864). На той час належало до Васильківського повіту Київської губернії.
За часів царської Росії село Волиця належало до парафії Свято-Золотоустівської церкви села Півні, яке знаходилося на відстані трьох верст.

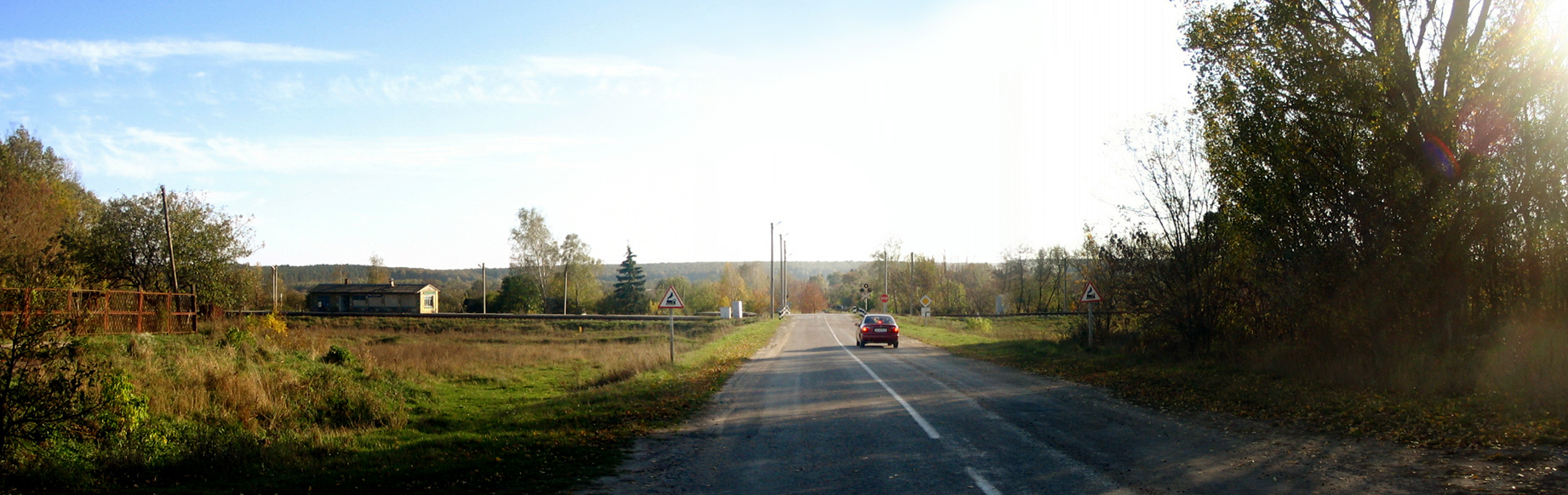
Залізнична платформа Нова Волиця. Осінь 2008

## Природні ресурси
У Волиці розташовується піщаний кар'єр, більша частина якого не використовується і є вкритою густою лісистою рослинністю. Найбільший волицький ставок є об'єктом рибного господарства і наразі перебуває у приватній власності.

Пам'ятник воякам-червоноармійцям